# Pseuduvaria lignocarpa
Pseuduvaria lignocarpa är en kirimojaväxtart som beskrevs av James Sinclair. Pseuduvaria lignocarpa ingår i släktet Pseuduvaria och familjen kirimojaväxter. Inga underarter finns listade i Catalogue of Life.